# Винчестер (Ајдахо)
Винчестер (енгл. Winchester) град је у америчкој савезној држави Ајдахо.

## Демографија
По попису из 2010. године број становника је 340, што је 32 (10,4%) становника више него 2000. године.
| Група             | 2000.       | 2010.       |
| Белци             | 292 (94,8%) | 311 (91,5%) |
| Афроамериканци    | 0 (0,0%)    | 4 (1,2%)    |
| Азијати           | 0 (0,0%)    | 1 (0,3%)    |
| Хиспаноамериканци | 1 (0,3%)    | 7 (2,1%)    |
| Укупно            | 308         | 340         |